# De Bilt
De Bilt est commune néerlandaise située en province d'Utrecht. Comptant 42 824 habitants lors du recensement de 2019, elle s'étend sur 67,13 km2 dont 1,01 km2 d'eau.

## Géographie

### Situation

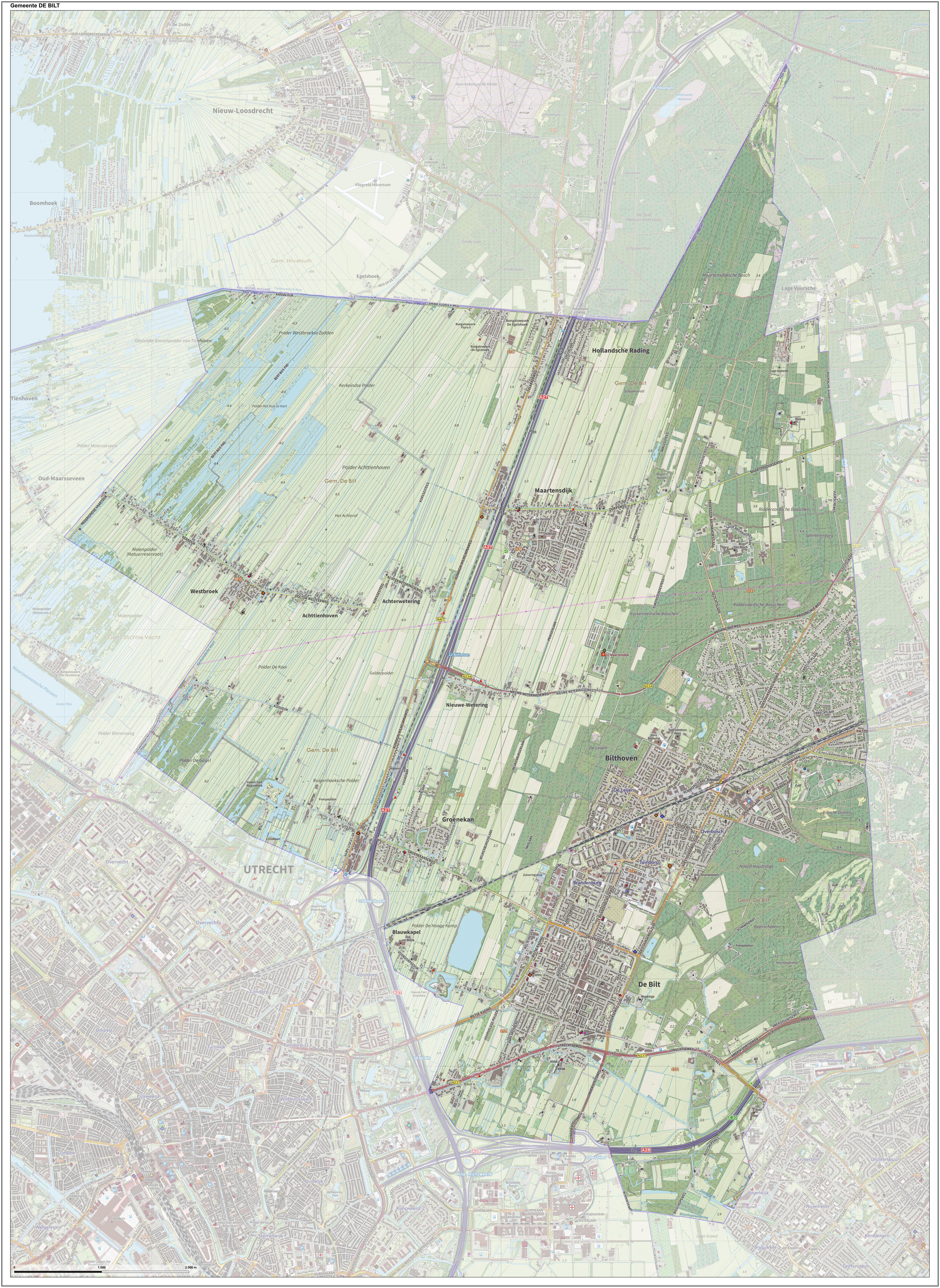
Carte topographique de De Bilt (2016).

De Bilt est bordée au nord par Hilversum (Hollande-Septentrionale), au nord-est par Baarn, au sud-est par Zeist, au sud-ouest par Utrecht et à l'ouest par Stichtse Vecht.

### Localités
L'hôtel de ville se trouve dans le village de De Bilt — 10 800 habitants en 2019 — situé à environ 4 km du centre de la ville d'Utrecht dans une direction de nord-est. Les autres villages de la commune sont Bilthoven, Groenekan, Hollandsche Rading, Maartensdijk et Westbroek, comprenant également les hameaux d'Achterwetering, Achttienhoven, Nieuwe Wetering et une partie de Blauwkapel.
En 1897, l'Institut royal météorologique des Pays-Bas (Koninklijk Nederlands Meteorologisch Instituut, KNMI) fait construire des bâtiments pour héberger une partie de ses services à Bilthoven. Le complexe est connu sous le nom de temple de Rénova.

### Transports
Deux gares ferroviaires desservent la commune, la gare de Bilthoven, sur la ligne d'Utrecht à Amersfoort, ainsi que la gare de Hollandsche Rading, sur la ligne d'Utrecht à Hilversum, également traversée par les autoroutes A27 et A28.

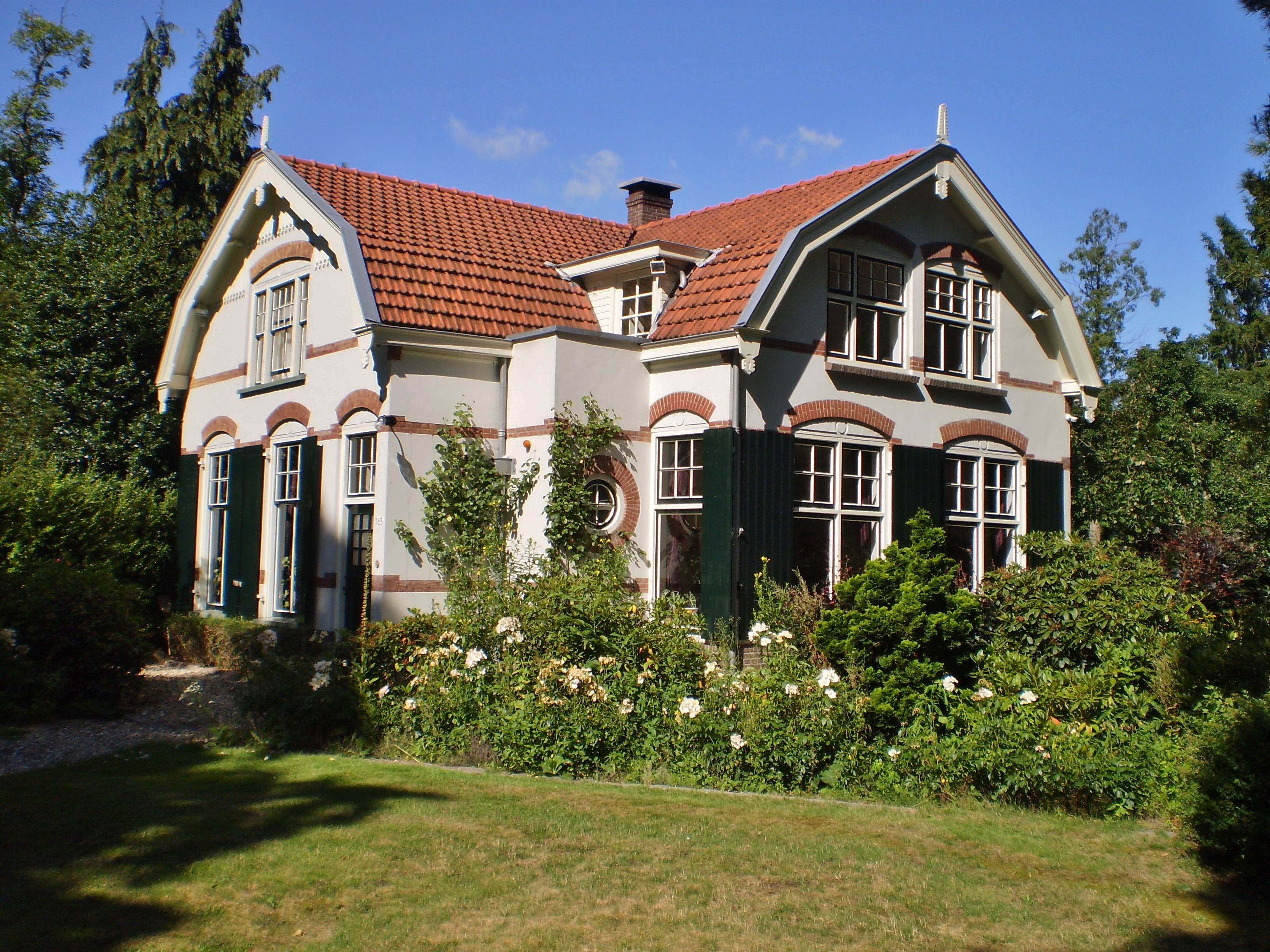
Maison à Bilthoven.
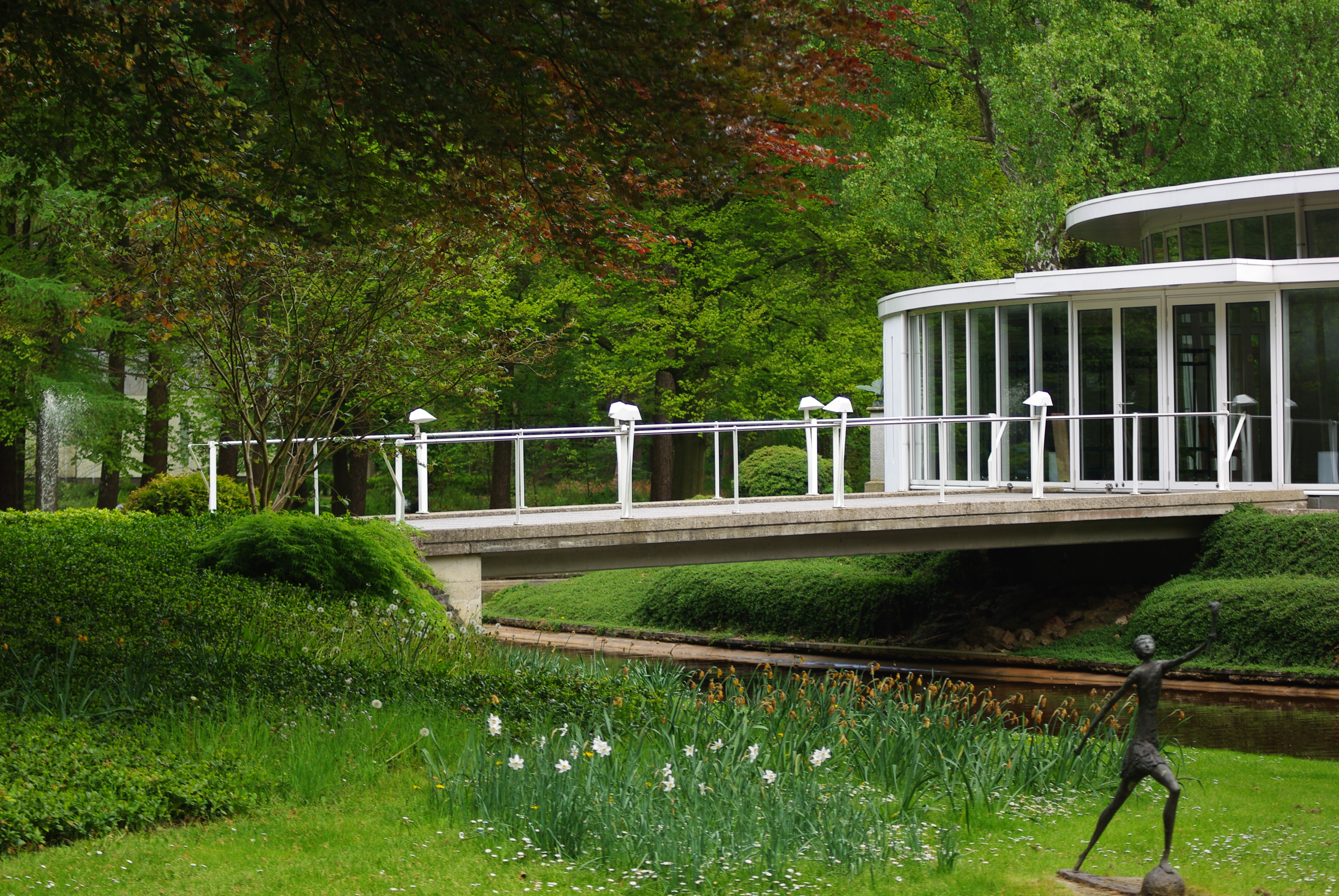
Temple de Rénova.
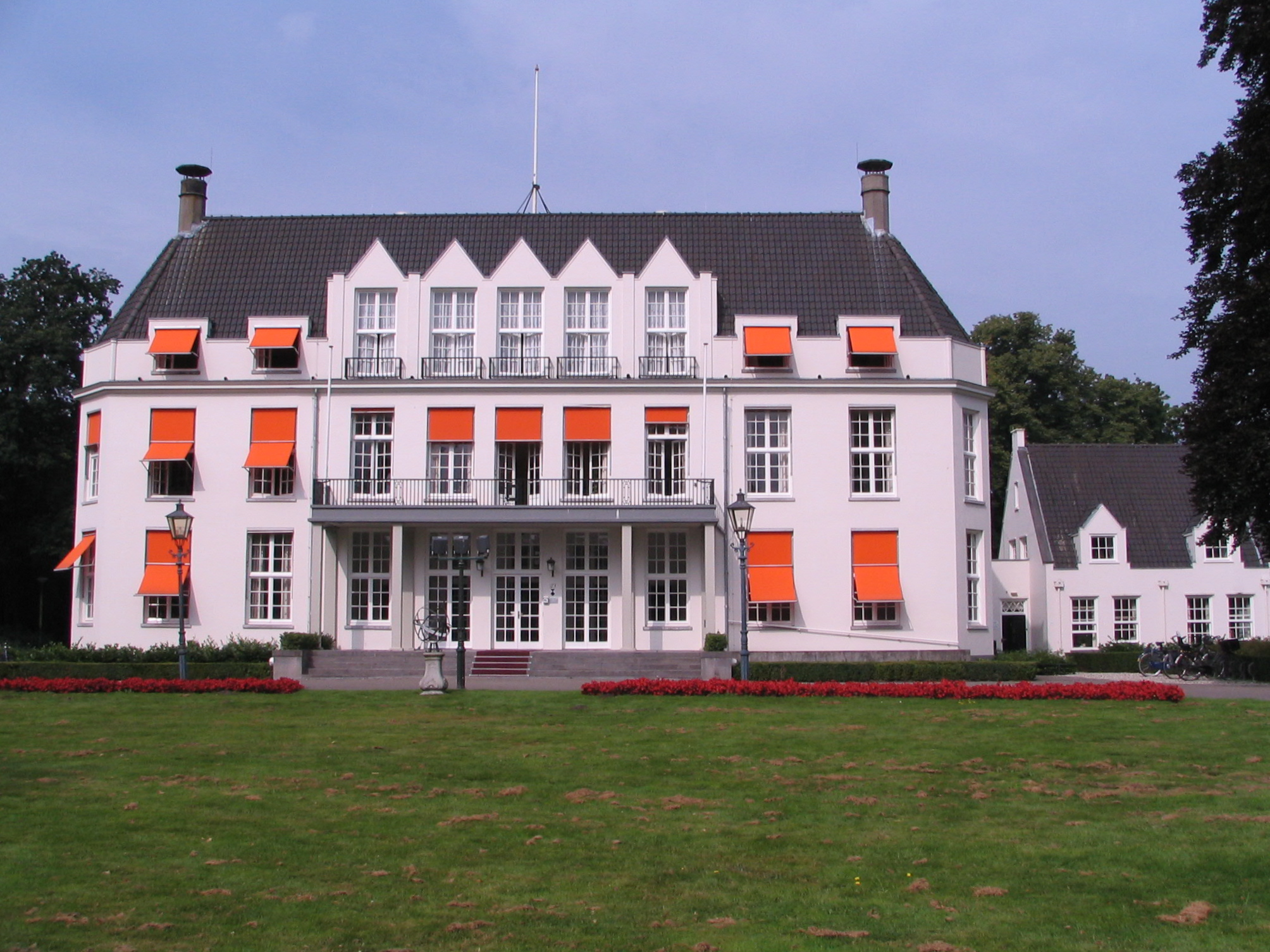
Hôtel de ville.
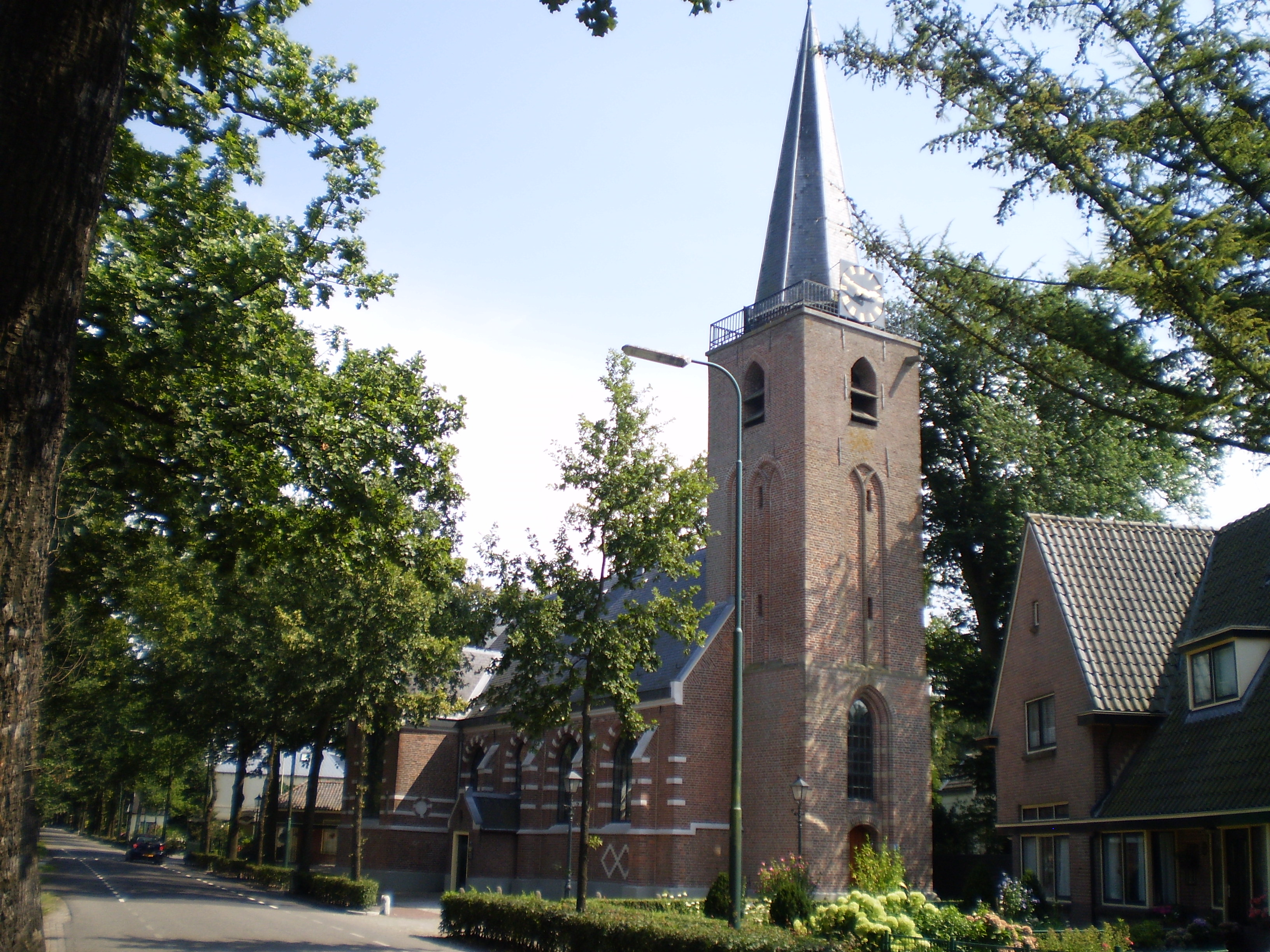
Maartensdijk.

## Personnalités liées à la commune
- John Blankenstein (1949-2006), arbitre de football néerlandais, né à De Bilt ;
- Joost Broerse (né en 1979), footballeur néerlandais, né à De Bilt ;
- Famille Vanderbilt, riche famille américaine dont les ancêtres viennent de De Bilt;
- Sylvie Roke, (née en 1977) chercheuse, physicienne et chimiste;